# Cvi Aharoni
Cvi Aharoni, rodným jménem Hermann Arendt (6. února 1921, Frankfurt nad Odrou, Německo – 26. května 2012, Exeter, Spojené království) byl příslušník izraelské tajné služby Mosad a lovec nacistů. V Argentině se mu podařilo identifikovat válečného zločince Adolfa Eichmanna a účastnil se pak i jeho únosu do Izraele.

## Život
Cvi Aharoni se narodil jako Hermann Arendt v německém Frankfurtu nad Odrou. V 17 letech emigroval do Palestiny. Po vzniku Izraele se stal příslušníkem Mosadu.
Dne 19. března 1960 vyfotografoval Adolfa Eichmanna před jeho domem a získal tak definitivní potvrzení faktu, že Eichmann žije v Buenos Aires. Aharoni byl také mezi členy týmu, který Eichmanna v květnu téhož roku unesl do Izraele.
V 70. letech ukončil své působení v Mosadu a podnikal v Hongkongu a Číně.
Závěrečných 24 let svého života žil Aharoni ve Velké Británii. Usadil se v Devonu se svou druhou ženou Valerií (jeho první žena zemřela v roce 1973). Zemřel v roce 2012 ve věku 91 let.